# Abram Lincoln Harris
Ne doit pas être confondu avec Abraham Lincoln.
Abram Lincoln Harris, Jr. (17 janvier 1899 à Richmond — 6 novembre 1963 à Chicago) 
est un économiste et anthropologue américain notable pour sa critique sociale de la condition noire aux États-Unis.

## Biographie
Considéré comme le premier afro-Américain à parvenir à une reconnaissance importante dans le domaine de l'économie, Harris est également connu pour son influence sur la pensée radicale noire et néo-conservatrice aux États-Unis.
Comme économiste, Harris est plus célèbre pour sa collaboration en 1931 avec Sterling Spero, laquelle conduit à une étude sur l'histoire des travailleurs afro-Américains intitulée The Black Worker et son travail de 1936 intitulé The Negro as Capitalist où il critique les hommes d'affaires noirs de ne pas promouvoir le commerce interraciale. Il dirige le département d'économie de l'université Howard de 1936 à 1945 et enseigne ensuite à l'Université de Chicago jusqu'à sa mort. Comme anthropologue, Harris defend une position radicale et active sur les relations raciales en examinant l'historique de la participation noire dans le travail, et suggère que les Afro-Américains devaient prendre davantage de mesures dans les relations entre les races.